# Józef Szanajca
Józef Szanajca (ur. 17 marca 1902 w Lublinie, zm. 24 września 1939 pod Płazowem) – polski inżynier architekt, jeden z najwybitniejszych przedstawicieli polskiej architektury modernistycznej. Reprezentował kierunek funkcjonalno-konstruktywistyczny. Propagator nowoczesnej estetyki architektonicznej, alternatywnej w stosunku do tradycji klasycznej i dworkowo-szlacheckiej.

## Życiorys
Józef Szanajca był synem lubelskiego aptekarza, Ludwika Szanajcy i Marii Szczurkowskiej. Ukończył Szkołę Handlową Zgromadzenia Kupców Miasta Lublina i tam zdał w 1919 roku maturę. Potem wyjechał na studia na Politechnice Warszawskiej.
Szanajca w okresie międzywojennym był członkiem grupy architektonicznej Praesens. Był zwolennikiem funkcjonalizmu i konstruktywizmu w architekturze oraz idei Bauhausu. W 1927 ukończył Politechnikę Warszawską. Filister Polskiej Korporacji Akademickiej Welecja. W latach 1929–1939 pracował jako st. asystent w Katedrze Projektowania Hal Przestrzennych PW. 1929–1933 był projektantem w ZUS, a od 1935 do 1939 rzeczoznawcą Towarzystwa Kredytowego m. Warszawy. Współpracował na stałe (od 1926) z Bohdanem Lachertem, i dorywczo ze Stanisławem Brukalskim, Lechem Niemojewskim i Włodzimierzem Winklerem.
Ze względu na wadę kręgosłupa nie został zmobilizowany w 1939, ale jako ochotnik zgłosił się na kierowcę wojskowego i poległ 24 września 1939 r. w okolicy Płazowa pod Tomaszowem Lubelskim. Pochowany w Rudzie Różanieckiej, a następnie w zbiorowej mogile wojskowej w Zamościu (Rotunda Zamojska).
W 2015 nakładem wydawnictwa Czarne ukazała się biografia Józefa Szanajcy (wspólnie z Bohdanem Lachertem) autorstwa Beaty Chomątowskiej pt. Lachert i Szanajca. Architekci awangardy.

## Dyplomy i wyróżnienia
- 1928 w Warszawie,
- 1929 na I Państwowej Wystawie Krajowej w Poznaniu,
- 1930 w Budapeszcie,
- 1937 w Paryżu.

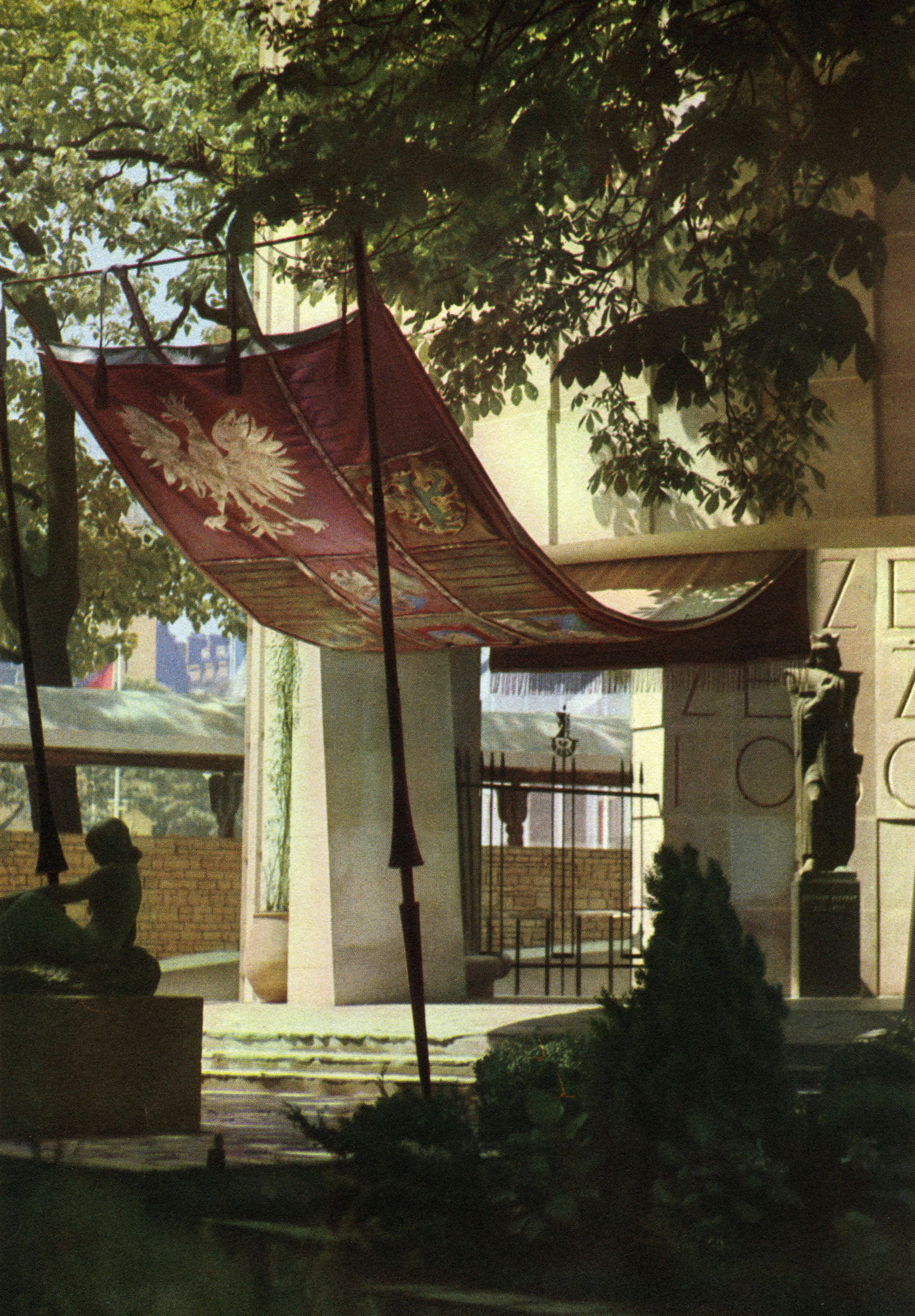
Polski pawilon na Wystawie Światowej w Paryżu, 1937

Spośród projektów przy których współpracował wyróżnionych zostało nagrodami: pierwszą – 17, drugą – 10, trzecią – 4 czwartą – 3. Zakupionych zostało siedem a „wzmiankę zaszczytną” przyznano jednej pracy.

## Główne dzieła
- główny architekt biura projektów Centralnego Dworca Pocztowego (1933-39),

Prace dla Warszawy:
- dom mieszkalny BGK przy Frascati 3,
- dom mieszkalny Państwowego Zakładu Emerytalnego i szpital PCK na Solcu,
- wille na Saskiej Kępie i Żoliborzu.
- współautor pawilonu polskiego na wystawie w Paryżu 1937 (z B. Pniewskim, S. Brukalskim, B. Lachertem).

Ponadto:
- sanatorium w Gostyninie-Kruku (wraz z Bohdanem Lachertem, realizacja 1938-1943)[9]

## Upamiętnienie
Ulica i popiersie na warszawskiej Pradze-Północ, na rogu ul. Jagiellońskiej i Szanajcy.
W 2016 z inicjatywy Stowarzyszenia ŁADna Kępa ustanowiona została Nagroda im. Bohdana Lacherta i Józefa Szanajcy Najlepsza architektura Saskiej Kępy.